# Ryoya Morishita
Ryoya Morishita (森下 龍矢 Morishita Ryōya?, Kakegawa, Shizuoka, 11 de abril de 1997) es un futbolista internacional japonés que juega de centrocampista en el Legia de Varsovia de la Ekstraklasa polaca.

## Selección nacional
Hizo su debut con la selección de fútbol de Japón el 15 de septiembre de 2023 en un partido amistoso contra El Salvador, que finalizó con un resultado de 6-0 a favor del combinado japonés, tras los goles de Shōgo Taniguchi, Ayase Ueda, Ritsu Dōan, Takefusa Kubo, Keito Nakamura y Kyōgo Furuhashi.

## Clubes
| Club              | País    | Año       | Partidos | Goles |
| ----------------- | ------- | --------- | -------- | ----- |
| Sagan Tosu        | Japón   | 2020      | 34       | 3     |
| Nagoya Grampus    | Japón   | 2021-2024 | 122      | 7     |
| Legia de Varsovia | Polonia | 2024-     | 68       | 14    |

## Palmarés

### Títulos nacionales
| Título               | Club              | País    | Año  |
| -------------------- | ----------------- | ------- | ---- |
| Copa J. League       | Nagoya Grampus    | Japón   | 2021 |
| Copa de Polonia      | Legia de Varsovia | Polonia | 2025 |
| Supercopa de Polonia | Legia de Varsovia | Polonia | 2025 |